# Relapse
Relapse (Recaída o SMT) es el título del sexto álbum de estudio del cantante estadounidense Eminem. Salió al mercado el 15 de mayo de 2009.
Durante un tiempo tuvo algunos posibles nombres el disco dados por los artistas más cercanos a este, incluyendo King Mathers y The Empact, pero Eminem dijo que el título sería Relapse en un evento por Shade 45 el 15 de octubre de 2008. En tan sólo su primera semana de vida, vendió más de 1 millón de copias, alcanzando así las expectativas de lo que sería el triunfal y esperado regreso del rapero.
Quien dio la declaración sobre este disco fue 50 Cent para un diario local en que confirmó que Eminem se encontraba en el estudio de grabación preparando su nuevo álbum.
En la portada del disco podemos ver la imagen de la cara de Eminem formada por cientos de pastillas y una etiqueta en forma de receta.

## Lista de canciones
| N.º | Título                                           | Productor(es)            | Duración |  |
| 1.  | «Dr. West» (skit)                                | Dr. Dre, Eminem          | 1:29     |  |
| 2.  | «3 a. m.»                                        | Dr. Dre                  | 5:19     |  |
| 3.  | «My Mom»                                         | Dr. Dre                  | 5:19     |  |
| 4.  | «Insane»                                         | Dr. Dre                  | 3:01     |  |
| 5.  | «Bagpipes from Baghdad»                          | Dr. Dre, T. Lawrence     | 4:43     |  |
| 6.  | «Hello»                                          | Dr. Dre, M. Batson       | 4:08     |  |
| 7.  | «Tonya» (skit)                                   | Dr. Dre, Eminem          | 0:42     |  |
| 8.  | «Same Song & Dance»                              | Dr. Dre, D. Parker       | 4:06     |  |
| 9.  | «We Made You»                                    | Dr. Dre, Eminem, Doc Ish | 4:29     |  |
| 10. | «Medicine Ball»                                  | Dr. Dre, M. Batson       | 3:57     |  |
| 11. | «Paul» (skit)                                    | Dr. Dre                  | 0:19     |  |
| 12. | «Stay Wide Awake»                                | Dr. Dre                  | 5:19     |  |
| 13. | «Old Time's Sake» (con Dr. Dre)                  | Dr. Dre, M. Batson       | 4:38     |  |
| 14. | «Must Be the Ganja»                              | Dr. Dre, M. Batson       | 4:02     |  |
| 15. | «Mr. Mathers» (skit)                             | Dr. Dre, Eminem          | 0:42     |  |
| 16. | «Déjà Vu»                                        | Dr. Dre                  | 4:43     |  |
| 17. | «Beautiful»                                      | Eminem                   | 6:32     |  |
| 18. | «Crack a Bottle» (featuring Dr. Dre and 50 Cent) | Dr. Dre                  | 4:57     |  |
| 19. | «Steve Berman» (skit)                            | Dr. Dre                  | 1:29     |  |
| 20. | «Underground/Ken Kaniff»                         | Dr. Dre                  | 6:11     |  |

### Pistas adicionales
| N.º | Título                      | Productor(es) | Duración |  |
| 21. | «My Darling»                | Eminem        | 5:20     |  |
| 22. | «Careful What You Wish For» | Eminem        | 3:47     |  |

### Relapse: Refill
| N.º | Título                                        | Productor(es)      | Duración |  |
| 1.  | «Forever» (con Drake, Kanye West y Lil Wayne) | Boi-1da            | 5:58     |  |
| 2.  | «Hell Breaks Loose» (con Dr. Dre)             | Dr. Dre, M. Batson | 4:04     |  |
| 3.  | «Buffalo Bill»                                | Dr. Dre, M. Batson | 3:52     |  |
| 4.  | «Elevator»                                    | Eminem             | 4:52     |  |
| 5.  | «Taking My Ball»                              | Dr. Dre            | 5:01     |  |
| 6.  | «Music Box»                                   | Dr. Dre, D. Parker | 5:05     |  |
| 7.  | «Drop the Bomb on 'Em»                        | Dr. Dre            | 4:48     |  |

### Samples
- "Insane" samplea "Jock Box" escrita por Rhonda Bush, originalmente interpretada por The Skinny Boys.
- "We Made You" samplea "Hot Summer Nights" de Walter Egan.
- "Beautiful" samplea "Reaching Out" de Queen + Paul Rodgers.
- "Crack a Bottle" samplea "Mais dans ma lumière" de Jean Renard.

### Músicos
- Mark Batson – teclados en todas las canciones a excepción la 17.
- Dawaun Parker – teclados en todas las canciones a excepción de la 9 y 17.
- Trevor Lawrence, Jr. – teclados en las canciones 1–6, 8, 12–14.
- Mike Elizondo – guitarras en las canciones 2, 4, 8 y 12; teclados en las canciones 2, 4 y 5; bajo en la canción 2.
- Eric "Jesus" Coomes – guitarras en las canciones 3, 13, 14 y 18; bajo en las canciones 13, 14 y 18.
- Sean Cruse – guitarras en las canciones 5 y 16.
- Charmagne Tripp – coro vocal en la canción 9.
- Traci Nelson – vocal de apoyo en la canción 14.
- Jeff Bass – teclados, bajo y guitarra en la canción 17.
- Luis Resto – teclados en la canción 17.

## Relapse: Refill
El relanzamiento de Relapse, titulado Relapse: Refill (Recaída: Rellena), incluye siete canciones nuevas, entre las que se encuentran las canciones "Forever", que cuenta con la colaboración de Drake, Kanye West y Lil Wayne (anteriormente lanzada en More Than a Game soundtrack), "Taking My Ball" (lanzada en el videojuego DJ Hero), y cinco canciones nuevas. Relapse: Refill fue lanzado oficialmente el 21 de diciembre de 2009.

Quiero ofrecer más material a los fans durante este año como lo había planeado originalmente. Quiero que estas canciones en The Refill encanten a los fans otra vez antes del lanzamiento de Relapse 2 el próximo año.

Las dos primeras canciones lanzadas fueron "Elevator" y "Hell Breaks Loose" (con Dr. Dre) que estuvieron puestas a disposición para descargar desde el 15 de diciembre de 2009. Las canciones llegaron a la lista de las diez primeras en la lista de los Estados Unidos de iTunes.